# مون

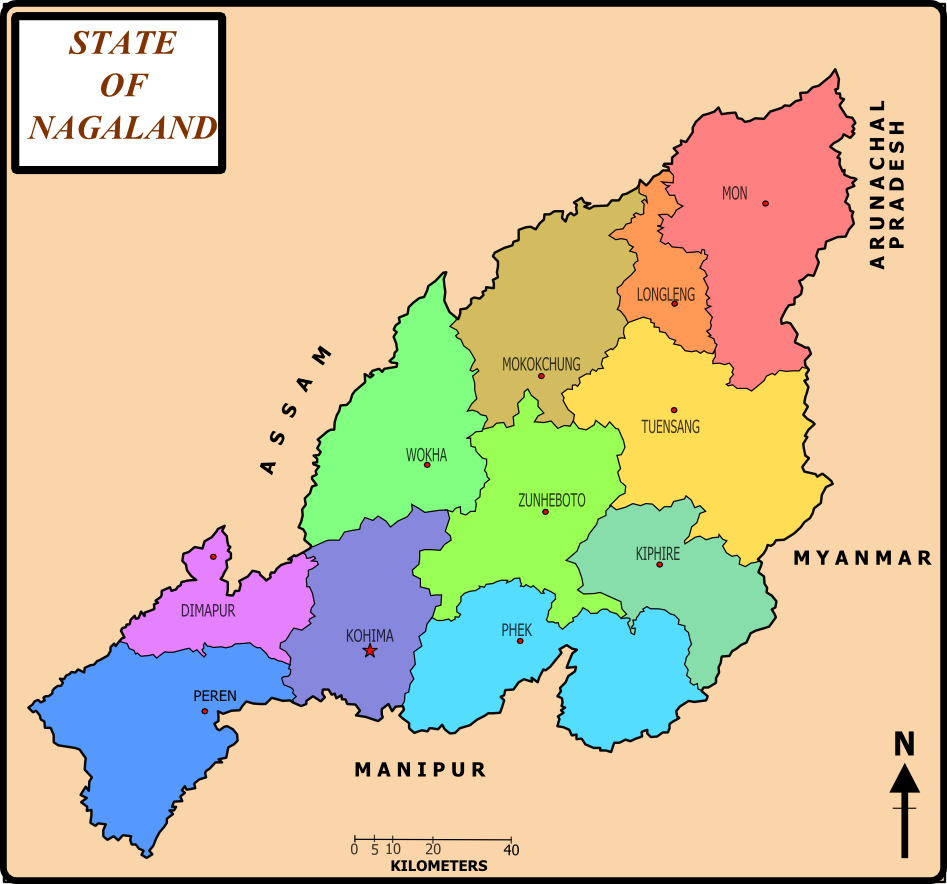
موقع مون على الخريطة

مون (بالهندية: मोन ज़िला), منطقة في ولاية ناجالاند, في الهند, تقع في أقصى شمال ناجالاند. ويحدها ولاية اروناتشال براديش في الشمال وفي غربها تقع ولاية آسام، ميانمار إلى الشرق منها، ومنطقة لونج لينج في جنوبها الغربي ومنطقة توينسانج تقع في جنوبها.

## الثقافة
هذه المنطقة هي موطن كونيك شعب الناجا، ومن المثير للاهتمام رؤية اشخاص لديهم الوشم على يديهم ووجوههم. ويرتدون الريش. الكونيك حرفييون مهرة هنا يمكنك العثور على المنحوتات الخشبية الممتازة، داوس (السواطير) والمدافع والبارود، والقبعات والقلائد وريشة لرأس وغيرها من الاشياء التي أدلى بها هؤلاء الحرفيين والمهنيين. المهرجان الذي يقام في أول اسبوع من أبريل من كل عام منظر يستحق المشاهدة.